# Parabiago
Parabiago é uma comuna italiana da região da Lombardia, província de Milão, com cerca de 25.530 habitantes. Estende-se por uma área de 14 km², tendo uma densidade populacional de 1692 hab/km². Faz fronteira com Cerro Maggiore, San Vittore Olona, Canegrate, Nerviano, Busto Garolfo, Casorezzo, Arluno.

## Demografia
| Variação demográfica do município entre 1861 e 2011                               |
|                                                                                   |
| Fonte: Istituto Nazionale di Statistica (ISTAT) - Elaboração gráfica da Wikipedia |